# Округ Вошито (Арканзас)
Округ Вошито (енгл. Ouachita County) је округ у америчкој савезној држави Арканзас. По попису из 2010. године број становника је 26.120. Седиште округа је град Камден.

## Демографија
Према попису становништва из 2010. у округу је живело 26.120 становника, што је 2.670 (9,3%) становника мање него 2000. године.
| Група             | 2000.          | 2010.          |
| Белци             | 17.114 (59,4%) | 14.706 (56,3%) |
| Афроамериканци    | 11.125 (38,6%) | 10.468 (40,1%) |
| Азијати           | 70 (0,2%)      | 95 (0,4%)      |
| Хиспаноамериканци | 210 (0,7%)     | 408 (1,6%)     |
| Укупно            | 28.790         | 26.120         |